# Pseudoharpax parallelus
Pseudoharpax parallelus är en bönsyrseart som beskrevs av Scott LaGreca 1954. Pseudoharpax parallelus ingår i släktet Pseudoharpax och familjen Hymenopodidae. Inga underarter finns listade i Catalogue of Life.